# Generalni konzulat Republike Slovenije v Tirani
Generalni konzulat Republike Slovenije v Tirani je diplomatsko-konzularno predstavništvo (generalni konzulat) Republike Slovenije s sedežem v Tirani (Albanija); spada pod okrilje Veleposlaništvu Republike Slovenije v Albaniji. Ustanovljen je bil leta 2001
Trenutni (od februarja 2009) častni konzul je Edvin Libohova.